# L'Hiver des chevaux
L'Hiver des chevaux est le septième album de la série de bande dessinée Buddy Longway, paru en 1978.

## Personnages
- Daim Rapide : le frère de Chinook.
- Ours Debout : le père de Chinook.

### Documentation
- Jean Léturgie, « L'Hiver des chevaux », Schtroumpfanzine, no 24,‎ novembre 1978, p. 24
- Antoine Roux, « L'Hiver des chevaux », Schtroumpfanzine, no 25,‎ décembre 1978, p. 23